# Sara Johanna Raam
Sara Johanna Raam, född Larsson 1768, död 1839, var en svensk chefredaktör, tryckare och utgivare. Hon gav ut Norrköpings Tidningar mellan 1802 och 1839. Hon utgav också Journal för Svensk Litteratur 1802–1812 och Journal för fruntimmer 1812–1839.

## Biografi
Sara Johanna Raam gifte sig 1785 med Adolf Fredrik Raam, grundaren till Norrköpings Tidningar (1758) och utgivare av Journal för Svensk Litteratur (1779). Efter makens död fick hon 2 mars 1802 privilegiet på utgivningen av tidningen efter maken. Hon blev både tryckare och utgivare av tidningen.
När Raam övertog tidningen var den en vanlig landsortstidning som kom ut några gånger i veckan: år 1800 hade den 122 nummer. Hon hade fått ta över verksamheten redan under makens sjukdomsperiod. Tidningen hade då hantverkare men ingen redaktionell hjälp, och hon hanterade framgångsrikt censurmyndigheterna trots åtskilliga kriser. På grund av att hon själv inte har skrivit de officiella dokument som finns efterlämnade från sina kontakter med myndigheter har det antagits att hon inte hade god läs- och skrivkunnighet. Raam beskrivs som "en klok och praktisk borgarkvinna", energisk, handlingskraftig och orädd, och skötte tidningen med framgång. Efter tryckeriets brand 1811 startade hon framgångsrikt om tidningen med bättre utrustning. 1812 utvidgade hon med att också utge Journal för fruntimmer.